# 孤点

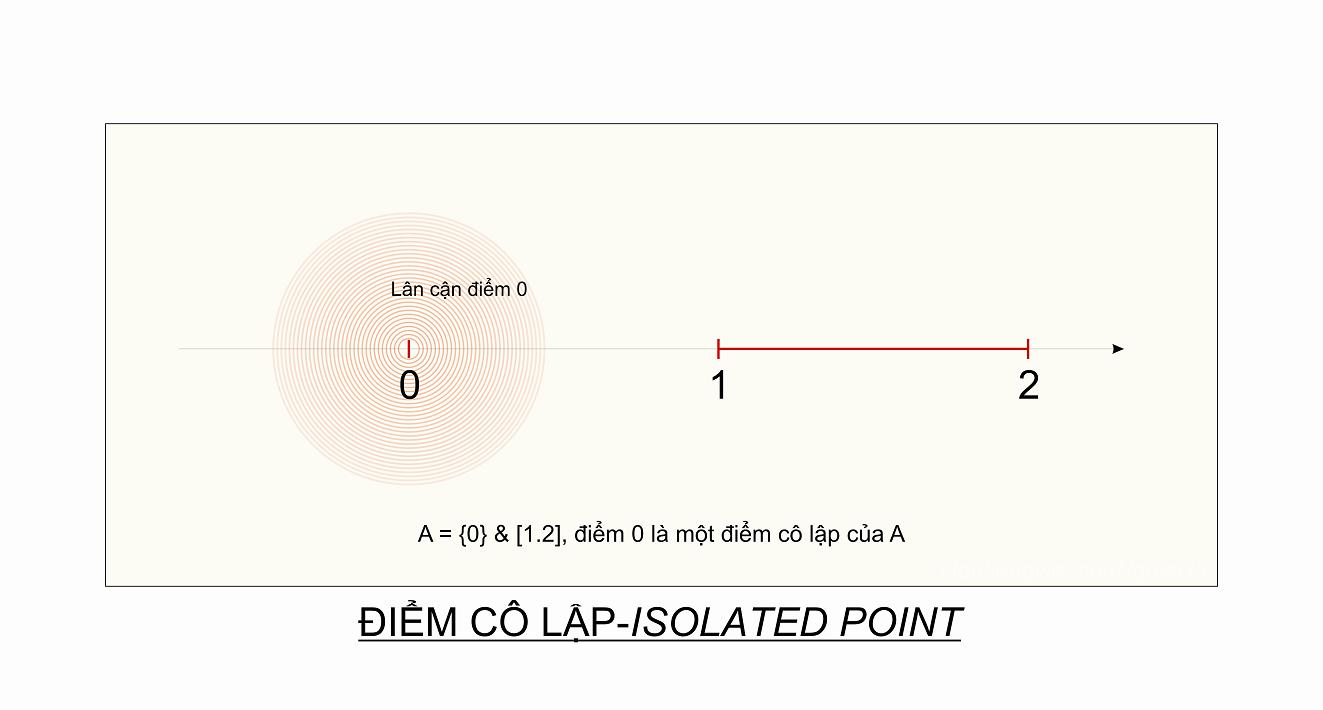
"0" is an isolated point of A

在拓扑学中，考虑集合X中的点x，如果x属于X的子集S，且在X中存在一个x的邻域，其中不包括S中的其他点，那么x叫做子集S的一个孤点或孤立点。
特别的，在欧几里得空间（或度量空间）中，考虑集合S及其中的一个点x，如果存在一个包含x的开球，其中不包含S中的其他点，那么x是S的孤点。等价的说，集合S中的一个点x是孤点，当且仅当x不是S的会聚点。
只由孤点构成的集合称为离散集合。欧几里得空间的离散子集都是可数的；但是一个可数集合不一定是离散的，比如有理数。参见离散空间。
没有孤点的集合叫做完美集合。
孤点的数目是拓扑不变的，就是说两个同胚的拓扑空间{\displaystyle X}和{\displaystyle Y}有相同数目的孤点。

## 举例
- 对集合{\displaystyle S=\{0\}\cup [1,2]}，点0是孤点。
- 对集合{\displaystyle S=\{0\}\cup \{1,1/2,1/3,\dots \}}，每一个点1/k是孤点，但0不是孤点，因为在S中可以找到任意接近0的点。
- 自然数集合N={0, 1, 2, ...}是一个离散集合。